# Mamadou Sylla Diallo
Mamadou Sylla Diallo (Kédougou, Senegal, 20 de març de 1994) és un jugador senegalès de futbol que juga com a davanter al Reial Valladolid.

## Trajectòria
Nascut a Kédougou, al Senegal, Mamadou Sylla arribà a Granollers amb 9 anys i començà a jugar amb els alevins de l'EC Granollers. Dos anys després entrà a formar part de La Masia del FC Barcelona, on jugà fins a l'edat de juvenil. Completà la seva formació amb el CE Mataró i el RCD Espanyol, equip aquest que li serví de trampolí cap al futbol professional.
El 27 de març de 2015 Sylla va fitxar pel Racing de Santander, de segona divisió, en préstec fins al final de la la campanya, com a substitut a curt termini del lesionat Mamadou Koné. Va jugar el seu primer partit com a professional el 5 d'abril, com a titular en una derrota per 2-0 a casa contra la UE Llagostera.
Sis dies més tard, Sylla va marcar el seu primer gol com a professional, aconseguint el gol de la victòria a l'últim moment en una victòria per 3-2 fora de casa contra el RCD Mallorca.
Sylla va debutar a la principal categoria del futbol espanyol el 27 de setembre de 2015, entrant com a suplent per Víctor Sánchez a la segona part en una derrota per 3-0 fora de casa contra el Deportivo de La Coruña. El 3 de desembre va marcar el seu primer gol per a l'equip, sortint de la banqueta per obrir un empat a 1 contra el Llevant UD al partit d'anada dels vuitens de final de la Copa del Rei 2015-16.
L'11 de juliol de 2016, Sylla va ser cedit al club belga KAS Eupen durant un any.
El 5 de gener de 2020, Sylla va signar cedit pel FC Orenburg de la Premier League russa fins al final de la temporada 2019-20. El 9 d'octubre es va incorporar al Girona FC de segona divisió amb un traspàs gratuït, signant-hi un contracte de dos anys.
El 20 d'agost de 2021, Sylla va acceptar un contracte de tres anys amb el Deportivo Alavés de la Lliga. El següent 31 de gener, va ser cedit al Rayo Vallecano, un altre equip de la lliga, per a la resta de la temporada 2021-22.
De tornada als "Babazorros" per a la temporada 2022–23, Sylla va marcar quatre gols i el club va tornar a la màxima categoria al primer intent. L'1 de setembre de 2023, va rescindir el seu contracte amb el club, i va signar un contracte d'un any amb el Reial Valladolid poques hores després.